# Gunnar Ekelöf
Bengt Gunnar Ekelöf (15. září 1907 Stockholm – 16. března 1968 Sigtuna) byl švédský spisovatel, překladatel a literární kritik.
Pocházel ze zámožné rodiny, jeho mládí však poznamenala předčasná smrt otce v důsledku syfilidy a nepřátelské vztahy s otčímem. Studoval na Uppsalské univerzitě, věnoval se hudbě a orientálním jazykům, školu však nedokončil a odjel do Paříže, kde se seznámil s avantgardním uměním. Překládal do švédštiny díla Guillauma Apollinaira a Thomase Stearnse Eliota. V roce 1931 začal přispívat do časopisu Spektrum a o rok později vydal první sbírku. Byl také aktivní v levicové organizaci Clarté. Ve třicátých letech patřil k průkopníkům moderní poezie ve Švédsku, jeho tvorba byla ovlivněna surrealisty, Ezrou Poundem i východní filosofií. Pro Ekelöfovu poezii byl charakteristický volný verš, jazykové experimenty i návaznost na reflexivní lyriku Edith Södergranové. Vydal patnáct básnických sbírek a čtyři knihy esejů. K jeho nejznámějším knihám patří Non Serviam, kde definoval svoji pozici outsidera ve švédské společnosti. V šedesátých letech vytvořil své vrcholné dílo nazvané Byzantská trilogie, inspirované cestami po Středomoří. Zemřel v roce 1968 na rakovinu jícnu a svůj popel nechal vysypat do řeky Paktolós, známé z antických mýtů.
V roce 1951 získal Doblougovu cenu a Velkou cenu Devíti, v roce 1958 se stal členem Švédské akademie a v roce 1966 mu byla udělena Literární cena Severské rady. Třikrát obdržel Bellmanovu cenu (1963, 1961 a 1967). V roce 1989 byla založena Ekelöfova společnost, která uděluje vlastní literární cenu.
V roce 1966 vyšel český výbor z Ekelöfova díla nazvaný Opus incertum (přeložili Josef Hiršal a Josef Vohryzek).